# ناحیه صنعتی الخور
ناحیه صنعتی الخور یک منطقهٔ مسکونی در قطر است که در شهرداری الخور واقع شده‌است. ناحیه صنعتی الخور ۱٫۲ کیلومتر مربع مساحت دارد.